# Abyei (Gebiet)

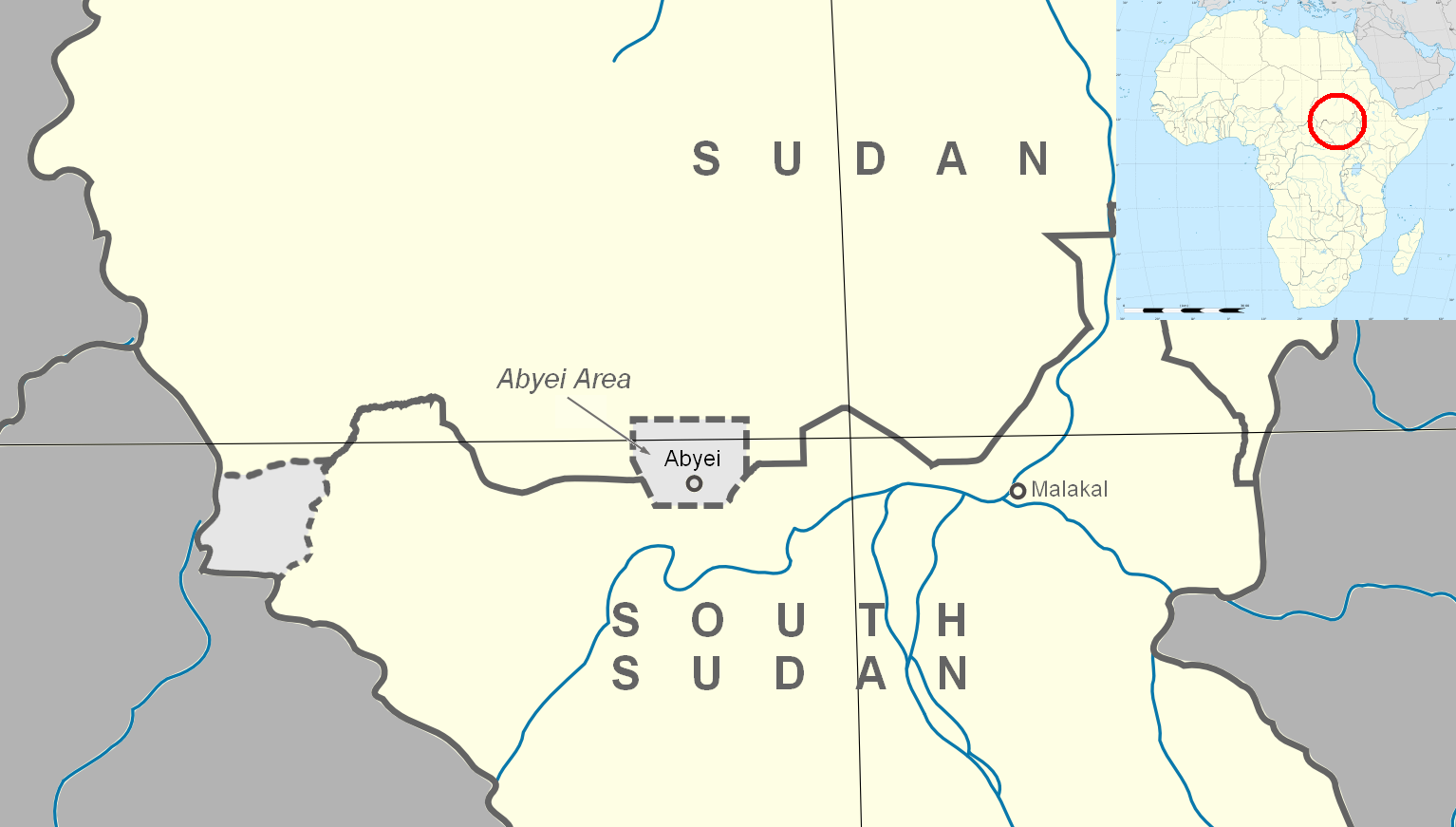
Lage des Abyei-Gebietes

Abyei ist ein Gebiet mit besonderem administrativem Status, das zwischen dem (Nord-)Sudan und dem Südsudan umstritten ist. Seine heutige Abgrenzung wurde 2009 vom Ständigen Schiedshof in Den Haag festgelegt. Gemäß dem Naivasha-Abkommen von 2005 wird das Gebiet sowohl dem sudanesischen Bundesstaat Dschanub Kurdufan (Süd-Kordofan) als auch dem südsudanesischen Bundesstaat Northern Bahr el Ghazal (Nord-Bahr al-Ghazal) zugerechnet.
Abyei liegt größtenteils nördlich des Flusses Bahr al-Arab, der den Norden und den Süden voneinander trennt, und damit geografisch im Nordsudan. Bis 1905 hatte es allerdings politisch zum Südsudan gehört, und es wird hauptsächlich von Ngok bewohnt, einer Untergruppe der Dinka, die hauptsächlich im Südsudan leben. Daneben leben in Abyei auch arabische Misseriya-Baggara, die sich dem Norden zugehörig fühlen. Beide Gruppen leben hauptsächlich von der Viehzucht.
Die Einwohnerzahl des ehemaligen Distrikts Abyei (der auch Gebiete umfasste, die vollumfänglich dem Nordsudan zugesprochen wurden und nicht mehr zum umstrittenen Abyei-Gebiet zählen) wurde 2003 auf etwa 34.000 geschätzt, auf einer Fläche von 10.460 km². Diese Zahl stieg nach Abschluss des Friedensabkommens 2005 durch Rückkehrer aus anderen Landesteilen und dem Ausland deutlich.

## Geschichte
Ngok-Dinka und Misseriya wanderten im 18. Jahrhundert in die Region ein. Ihre Koexistenz war zeitweise friedlich, zeitweise von Konflikten geprägt. Im anglo-ägyptischen Sudan ab 1899 wurde das Gebiet der Ngok zunächst als Teil der Provinz Bahr al-Ghazal und damit des Südens verwaltet. Als sich die Ngok bei den britischen Behörden über Übergriffe der Misseriya beschwerten, entschieden diese Behörden jedoch, die Misseriya und die neun Häuptlingsreiche der Ngok gemeinsam zu verwalten, und unterstellten beide der nördlichen Provinz Kurdufan. In den folgenden Jahrzehnten blieb das Zusammenleben beider Gruppen weitgehend friedlich.
Dies änderte sich, als der Bürgerkrieg zwischen Nord- und Südsudan 1965 Abyei erreichte und Kämpfe ausbrachen. Misseriya wurden von verschiedenen aufeinanderfolgenden Regierungen in Khartum aufgerüstet, um in Milizen gegen die südsudanesischen SPLA-Rebellen zu kämpfen. Sie vertrieben dabei viele Ngok aus dem Gebiet. Ihre Aktivitäten erstreckten sich auch auf die südlichen Regionen Bahr al-Ghazal und al-Wahda. Für die Misseriya lag die Motivation, auf Seiten der Regierung am Krieg teilzunehmen, in der Angst, sie würden ihre Weiderechte verlieren, wenn Abyei zum Südsudan käme. Der Verlust von Land an landwirtschaftliche Grossprojekte, die Einschränkung ihrer Mobilität aufgrund der Erdölförderung sowie sinkende Niederschläge verschärften dieses Problem.
Das Addis-Abeba-Abkommen, das 1972 den ersten Bürgerkrieg beendete, sah ein Referendum darüber vor, ob Abyei Teil der autonomen Region Südsudan werden soll. Dieses Referendum wurde jedoch nicht abgehalten.

### Abyei nach dem Friedensabkommen 2005

Der frühere Distrikt Abyei im Bundesstaat Dschanub Kurdufan

Im Rahmen des Friedensabkommens zwischen Nord- und Südsudan, mit dem 2005 der zweite Bürgerkrieg endete, wurde Abyei – wie die Nuba-Berge und an-Nil al-azraq – als Transitional Area festgelegt, über dessen Grenzziehung und politische Zuordnung später entschieden werden sollte. Man einigte sich im „Abyei-Protokoll“ auf die Schaffung einer Abyei Boundary Commission (Abyei-Grenzkommission) aus SPLA- und Regierungsvertretern und internationalen Experten, die die umstrittene Grenze und die Aufteilung der Erdölvorräte und Weidegründe festlegen soll. Die landesweite Regierung der nationalen Einheit würde anschließend eine Übergangsverwaltung für das Gebiet ernennen, und 2011 würden die Bewohner in einem Referendum darüber abstimmen, ob Abyei zum Nord- oder zum Südsudan gehören soll. Die Einnahmen aus den Erdölvorkommen sollten bis dahin zu 50 % der Zentralregierung und zu 42 % der Autonomieregierung des Südsudans zukommen, und je 2 % würden an die Regionen Bahr al-Ghazal und Dschanub Kurdufan, an die Ngok und die Misseriya gehen.
Entscheidend für die Grenzziehung war die Frage, welches Gebiet die neun Ngok-Häuptlingsreiche um 1905 umfassten. Die südsudanesische Seite ist der Ansicht, deren Territorium habe feste Siedlungen weit nördlich des Bahr al-Arab mit eingeschlossen. Die sudanesische Regierung meint hingegen, die Ngok hätten vor 1905 ausschließlich südlich des Flusses gelebt und seien erst später nach Norden migriert.
Die Grenzkommission kam zu dem Schluss, dass die Ngok legitime und vollständige Ansprüche bis zum Breitengrad 10°10’ N geltend machen können, während zwischen 10°10’ N und 10°35’ N Ngok wie Misseriya über traditionelle Landnutzungsrechte verfügen. Folglich solle Abyei am Breitengrad 10°22’30” geteilt werden, wobei beide Seiten bestehende Weiderechte auf der jeweils anderen Seite der Grenze beibehalten sollen. Die Misseriya und der Präsident des Sudans wiesen diesen Entscheid – mit dem auch die Erdölvorkommen von Heglig zum umstrittenen Gebiet gezählt wurden – zurück.

### Kämpfe 2008
Im Mai 2008 brachen in Abyei die schwersten Kämpfe zwischen Süd- und Nordsudan seit dem Friedensabkommen aus. Dabei wurde die Ortschaft Abyei weitgehend zerstört, und Zehntausende wurden intern vertrieben, die meisten davon in den Südsudan. Die Angaben zur Zahl der Vertriebenen reichen von 35.000 bis 70.000. Amnesty International berichtete von über 50.000 Vertriebenen.

### Schiedsverfahren 2008/2009
Am 21. Juni 2008 einigten sich die sudanesische Regierung und die SPLA, den Streit um den Grenzverlauf von Abyei vor den Ständigen Schiedshof in Den Haag zu bringen und dessen Urteil verbindlich anzuerkennen. Dem fünfköpfigen Schiedsgericht gehörten Pierre-Marie Dupuy (Präsident), Aun Schaukat al-Chasauneh, Gerhard Hafner, W. Michael Reisman und Stephen Myron Schwebel an. Die Parteien reichten im Dezember 2008 und im Februar 2009 ihre Schriftsätze ein; anschließend fand vom 18. bis 23. April 2009 die mündliche Verhandlung statt. Am 22. Juli 2009 erklärte das Tribunal sein endgültiges und bindendes Urteil zum Grenzverlauf, das von beiden Parteien umgehend akzeptiert wurde. Das von den Ngok-Dinka bewohnte umstrittene Gebiet nördlich des Abyei-Flusses wurde in dem Schiedsspruch dem Norden und damit den Misseriya zugeschlagen. Die neue Grenze verläuft südlicher als die bisherige provisorische Aufteilung, so dass ein größerer Teil eindeutig dem Norden zugesprochen und das auch vom Süden beanspruchte Gebiet wesentlich kleiner geworden ist. Besonders nachteilig für den Süden und ein Gewinn für die nordsudanesische Regierung ist die Zuteilung von Heglig 2, einem der größten Ölfelder des Landes. Es liegt seither außerhalb von Abyei und kann ausschließlich durch den Norden ausgebeutet werden.
Die Auseinandersetzungen um die Verteilung der Erdölvorkommen sind mit der Grenzziehung nicht beigelegt. So erklärte die sudanesische Regierung in einer ersten Reaktion, zukünftig keine Einnahmen mehr aus den Heglig-Ölfeldern an den Süden weiterleiten zu wollen. Um das Ausbrechen neuer Kämpfe zu verhindern, wurden Friedenstruppen der UNMIS in der Stadt Abyei stationiert.

### Abgesagtes Referendum 2011
Ursprünglich sollte parallel zum Unabhängigkeitsreferendum im Südsudan im Januar 2011 ein eigenes Referendum in Abyei stattfinden, in dem die Bevölkerung entscheiden würde, ob das Gebiet zum Süden oder zum Norden gehören soll. Es konnte jedoch keine Einigung über den Kreis der Wahlberechtigten erzielt werden. Nach Auffassung der Vertreter des Südens sollten nur die sesshaften Ngok-Dinka als „ursprüngliche Bevölkerung“ des Gebietes gewertet werden und wahlberechtigt sein, da die nomadischen Misseriya dort nur wenige Monate im Jahr durchziehen würden. Die Vertreter des Nordens dagegen verlangten die Teilnahme auch der Misseriya. Das Referendum in Abyei wurde daher abgesagt.
Nach dem Unabhängigkeitsreferendum im Südsudan, das ein klares Votum für die Unabhängigkeit brachte, gab es vermehrt Kämpfe in Abyei. Im Entwurf für die Verfassung des Südsudan wird Abyei ausdrücklich als Teil des Südens beansprucht. Die nordsudanesische Regierungspartei NCP warnte daraufhin, dass ein solcher Anspruch dazu führen könnte, dass der Norden die Unabhängigkeit des Südens doch nicht anerkennt, und einen Krieg provozieren könnte.

### Besetzung durch den Nordsudan von Mai 2011 bis Mai 2012
Am 22. Mai 2011, d. h. einige Wochen vor der für den 9. Juli 2011 geplanten Unabhängigkeit des Südsudans, besetzte die nordsudanesische Armee nach Gefechten das Gebiet. Auslöser der Aktion war ein Angriff am 19. Mai 2011 auf einen von UN-Soldaten eskortierten Konvoi nordsudanesischer Streitkräfte, für den nach Angaben des Norden Streitkräfte des Südsudan verantwortlich sein sollen. Der Vorwurf wurde von südsudanesischer Seite zurückgewiesen. Die US-amerikanische Regierung verurteilte die Aktion als „unangemessen und unverantwortlich“ und nannte sie eine „direkte Verletzung“ des Abkommens vom Januar, das einen beidseitigen Truppenabzug aus dem Gebiet vorsieht. Von UN-Seite wurde das Vorgehen des Nordens als ein krimineller Angriff (a criminal attack) bewertet.
Am 7. Juni veröffentlichte das UNHCR einen Bericht, dem zufolge seit der Besetzung durch den Nordsudan 100.000 Menschen auf der Flucht sind. Außerdem bestätigte Ban Ki-moon einen ursprünglich vertraulichen Bericht, nach dem etwa 15–20 Prozent der Häuser der Ngok-Dinka niedergebrannt wurden. Es bestehe die Gefahr von ethnischen Säuberungen für den Fall, dass die Bedingungen für eine Rückkehr der Ngok nicht geschaffen werden und die sudanesischen Streitkräfte die Region erobern.
Am 21. Juni 2011 einigten sich die beiden Konfliktparteien, unter Vermittlung des südafrikanischen Expräsidenten Thabo Mbeki, auf eine Demilitarisierung der Region Abyei. Truppen dürfen sich nur mehr auf zehn Kilometer dem umstrittenen Gebiet nähern. Die nordsudanesische Armee soll ihre Truppen abziehen und 4.200 äthiopische UNO-Soldaten (UNISFA) überwachen dauerhaft den vereinbarten Status. Außerdem sollen ein gemeinsamer Verwaltungschef und dessen Stellvertreter für das Gebiet bestimmt werden. Am 29. Juni unterzeichneten beide Seiten das Abkommen in Addis Abeba. Der UN-Sicherheitsrat schuf mit der Resolution 1990 die Grundlage für die Stationierung der United Nations Interim Security Force for Abyei (UNISFA). Ende Mai 2012 zog der Sudan seine letzten Truppen aus Abyei ab, wie die UNISFA bestätigte.